# 孕ませ・孕まされフェティシズム
孕ませ・孕まされフェティシズム（はらませ はらまされ フェティシズム、Impregnation fetishism）または生殖嗜好（せいしょくしこう、breeding kink）は、相手を妊娠させたり妊娠させられたりすることに強い性的魅力を感じるフェティシズムのひとつ。これは、パートナーの体内で精子を避妊せずに出したり、出されたりするのを望むことを意味する。

## 概要
孕ませまたは孕まされフェティシズムとは、誰かを妊娠させる、または妊娠させられる可能性があることによって人が興奮する状態である。性行動専門家のジジ・エングルによると、このフェティシズムは妊娠に対する幻想に根ざしているが、実際に赤子を育てたいわけではないという。孕ませや孕まされフェティシズムは幻想に根ざしているため、異性愛者だけに限定されたものではない。同性カップルやトランスジェンダーの人々も、このフェティシズムを持っている可能性がある。一部の人にとって、孕ませまたは孕まされフェティシズムには、エイリアンの卵で妊娠するなどの空想的な要素が含まれる場合がある。この特定のフェチ者向けに作られた、産卵管と呼ばれる性具があり、膣または肛門に挿入して使用する。女性がこのフェティシズムを持っていたとしても、現実で実際に妊娠しようとは思っていない可能性がある。また、男性は誤って誰かを妊娠させたり、自分自身が妊娠したりするという幻想に興奮するかもしれない。同性愛者の男性の場合、男性は「肉便器」（cum dumping）などの行為を楽しんでいることもある。

## 実践
このフェティシズムを実践する場合、他の性行為と同様に、パートナーとの間の意思疎通や同意が必要である。『コスモポリタン』は、この嗜好（キンク）を持っている人の多くは実際に子供を儲けることを望んでおらず、何らかの形で避妊を行っていると指摘している。
孕ませ・孕まされにはBDSMと同様に支配と従属の要素がしばしばあるとされている。妊娠にまつわる何世紀にもわたる所有権の概念もあり、支配を通じて子宮を妊娠という本来の目的に使用するという原始的な本能の欲望が生殖嗜好に関連している。また、孕ませ・孕まされ嗜好は「あなたは子宮と子供を産むためにのみに存在価値がある」というコンセプトで、人を生殖器官や身体に物体化したり品位を下げさせるという点で侮蔑嗜好に関連している可能性があり、そのようなプレイを好む人にとっては興奮する要素となる。
プレイではペニスや張形が使用され、「ブリーダー」は従順なパートナーの膣内か肛門内に「精を放つ」。それは本物の精子でも、演技でも、精子に似た別の液体でもよい。マスターベーションでも何人のパートナーとの間のプレイでも生殖嗜好を探求すればよく、性行為中に考えたり話し合ったり、あるいは最初からシナリオを用意して忠実に演じることもできる。
教育者のエマーソン・カーシュは、避妊に効果的だがプレイ中に使用していることが分からない経口避妊薬や子宮内避妊器具などの方法が、孕ませ・孕まされ嗜好の幻想に没入することの手助けになると述べている。

## 大衆文化
孕ませ・孕まされフェティシズムは一般的である。Google Trendsによると、「breeding kink」に関する検索は2020年に増加し始め、TikTokで「taking the breeding kink too far」というトレンドの中で2021年末にピークに達し、妊娠検査薬で陽性反応が出た女性や、腹部が突き出ている女性についての検索が続いた。
「孕ませ」という言葉はアダルトゲームや成人向け漫画の広告やキャッチコピーで使用されることがある。